# Paraguays president
Paraguays president (spanskspråkig titel: Presidente de la República del Paraguay) är titeln på Paraguays stats- och regeringschef. Titeln President har använts i Paraguay sedan 1844 då den antogs av Carlos Antonio López. Före 1844 användes främst titeln Konsul, José Gaspar Rodríguez de Francia antog under åren 1814–1840 titlarna Diktator och El Supremo.  
Santiago Peña är landets nuvarande president, han tillträdde den 15 augusti 2018 och företräder Coloradopartiet.

## Paraguays presidenter
| Nummer | President                                     | Mandat började    | Mandat slutade    | Noteringar                                                |
| 1      | Fulgencio Yegros                              | 19 juni 1811      | 12 oktober 1813   | som konsul; första mandatperioden                         |
| 2      | José Gaspar Rodríguez de Francia              | 12 oktober 1813   | 12 februari 1814  | som konsul; första mandatperioden                         |
| 3      | Fulgencio Yegros                              | 12 februari 1814  | 12 juni 1814      | som konsul; andra mandatperioden                          |
| 4      | José Gaspar Rodríguez de Francia              | 12 juni 1814      | 3 oktober 1814    | som konsul; andra mandatperioden                          |
| 5      | José Gaspar Rodríguez de Francia              | 3 oktober 1814    | 20 september 1840 | som enväldig diktator, från 1817 som diktator på livstid. |
| 6      | Manuel Antonio Ortiz                          | 20 september 1840 | 22 januari 1841   | Ordförande i Nationella övergångsjuntan                   |
| 7      | Juan José Medina                              | 22 januari 1841   | 9 februari 1841   | Ordförande i Nationella övergångsjuntan                   |
| 8      | Mariano Roque Alonzo                          | 9 februari 1841   | 14 mars 1841      | Ordförande i Nationella övergångsjuntan                   |
| 9      | Carlos Antonio López och Mariano Roque Alonzo | 14 mars 1841      | 13 mars 1844      | som konsuler                                              |
| 10     | Carlos Antonio López                          | 14 mars 1844      | 10 september 1862 | förste att anta titeln "president"                        |
| 11     | Francisco Solano López                        | 10 september 1862 | 15 augusti 1869   |                                                           |
| 12     | Cirilo Antonio Rivarola                       | 15 augusti 1869   | 31 augusti 1870   | första mandatperioden                                     |
| 13     | Facundo Machaín                               | 31 augusti 1870   | 1 september 1870  | interimspresident                                         |
| 14     | Cirilo Antonio Rivarola                       | 1 september 1870  | 18 december 1871  | andra mandatperioden                                      |
| 15     | Salvador Jovellanos                           | 18 december 1871  | 25 november 1874  | tillförordnad                                             |
| 16     | Juan Bautista Gill                            | 25 november 1874  | 12 april 1877     |                                                           |
| 17     | Higinio Uriarte                               | 12 april 1877     | 25 november 1878  | tillförordnad                                             |
| 18     | Cándido Bareiro                               | 25 november 1878  | 4 september 1880  |                                                           |
| 19     | Bernardino Caballero                          | 4 september 1880  | 25 november 1886  |                                                           |
| 20     | Patricio Escobar                              | 25 november 1886  | 25 november 1890  |                                                           |
| 21     | Juan Gualberto González                       | 25 november 1890  | 9 juni 1894       |                                                           |
| 22     | Marcos Morínigo                               | 9 juni 1894       | 25 november 1894  | tillförordnad                                             |
| 23     | Juan Bautista Egusquiza                       | 25 november 1894  | 25 november 1898  |                                                           |
| 24     | Emilio Aceval                                 | 25 november 1898  | 9 januari 1902    |                                                           |
| 26     | Juan Antonio Escurra                          | 25 november 1902  | 19 december 1904  |                                                           |
| 27     | Juan Bautista Gaona                           | 19 december 1904  | 9 december 1905   | tillförordnad                                             |
| 28     | Cecilio Báez                                  | 9 december 1905   | 25 november 1906  | tillförordnad                                             |
| 29     | Benigno Ferreira                              | 25 november 1906  | 4 juli 1908       |                                                           |
| 30     | Emiliano González Navero                      | 4 juni 1908       | 25 november 1910  | tillförordnad; första mandatperioden                      |
| 31     | Manuel Gondra                                 | 25 november 1910  | 17 januari 1911   | första mandatperioden                                     |
| 32     | Albino Jara                                   | 17 januari 1911   | 5 juli 1911       | tillförordnad                                             |
| 33     | Liberato Marcial Rojas                        | 5 juni 1911       | 28 februari 1912  | tillförordnad                                             |
| 34     | Pedro Peña                                    | 28 februari 1912  | 22 mars 1912      | tillförordnad                                             |
| 35     | Emiliano González Navero                      | 22 mars 1912      | 15 augusti 1912   | andra mandatperioden                                      |
| 36     | Eduardo Schaerer                              | 15 augusti 1912   | 15 augusti 1916   |                                                           |
| 37     | Manuel Franco                                 | 15 augusti 1916   | 5 juni 1919       |                                                           |
| 38     | José Pedro Montero                            | 5 juni 1919       | 15 augusti 1920   |                                                           |
| 39     | Manuel Gondra                                 | 15 augusti 1920   | 7 november 1921   | andra mandatperioden                                      |
| 40     | Eusebio Ayala                                 | 7 november 1921   | 12 april 1923     | tillförordnad; första mandatperioden                      |
| 41     | Eligio Ayala                                  | 12 april 1923     | 17 mars 1924      | tillförordnad; första mandatperioden                      |
| 42     | Luis Alberto Riart                            | 17 mars 1924      | 15 augusti 1924   | tillförordnad                                             |
| 43     | Eligio Ayala                                  | 15 augusti 1924   | 15 augusti 1928   | andra mandatperioden                                      |
| 44     | José Patricio Guggiari                        | 15 augusti 1928   | 15 augusti 1932   |                                                           |
| 45     | Eusebio Ayala                                 | 15 augusti 1932   | 17 februari 1936  | andra mandatperioden                                      |
| 46     | Rafael Franco                                 | 20 februari 1936  | 15 augusti 1937   | tillförordnad                                             |
| 47     | Félix Paiva                                   | 16 augusti 1937   | 15 augusti 1939   |                                                           |
| 48     | José Félix Estigarribia                       | 15 augusti 1939   | 7 september 1940  |                                                           |
| 49     | Higinio Moríñigo                              | 7 september 1940  | 3 juni 1948       |                                                           |
| 50     | Juan Manuel Frutos                            | 3 juni 1948       | 15 augusti 1948   | tillförordnad                                             |
| 51     | Juan Natalicio González                       | 15 augusti 1948   | 30 januari 1949   |                                                           |
| 52     | Raimundo Rolón                                | 30 januari 1949   | 26 februari 1949  | tillförordnad                                             |
| 53     | Felipe Molas López                            | 27 februari 1949  | 11 september 1949 |                                                           |
| 54     | Federico Chávez                               | 11 september 1949 | 5 maj 1954        |                                                           |
| 55     | Tomás Romero                                  | 5 maj 1954        | 15 augusti 1954   | tillförordnad                                             |
| 56     | Alfredo Stroessner                            | 15 augusti 1954   | 3 februari 1989   | den som innehaft presidentämbetet under längst tid.       |
| 57     | Andrés Rodríguez                              | 3 februari 1989   | 15 augusti 1993   | tillförordnad                                             |
| 58     | Juan Carlos Wasmosy                           | 15 augusti 1993   | 15 augusti 1998   |                                                           |
| 59     | Raúl Cubas Grau                               | 15 augusti 1998   | 28 mars 1999      |                                                           |
| 60     | Luis González                                 | 28 mars 1999      | 15 augusti 2003   |                                                           |
| 61     | Nicanor Duarte Frutos                         | 15 augusti 2003   | 15 augusti 2008   |                                                           |
| 62     | Fernando Lugo                                 | 15 augusti 2008   | 22 juni 2012      |                                                           |
| 63     | Federico Franco                               | 22 juni 2012      | 15 augusti 2013   |                                                           |
| 64     | Horacio Cartes                                | 15 augusti 2013   | 15 augusti 2018   |                                                           |
| 65     | Mario Abdo Benítez                            | 15 augusti 2018   | 15 augusti 2023   |                                                           |
| 66     | Santiago Peña                                 | 15 augusti 2023   | Nuvarande         |                                                           |